# Клетино (Кимрский район)
Клетино — деревня в Кимрском районе Тверской области. Входит в состав Титовского сельского поселения. На 2017 год в деревне числилась одна улица — Лесная.

## География
Деревня расположена на правом берегу реки Волги. Высота центра селения над уровнем моря — 116 м. Находится между городами Дубна (10 км) Московской области и Кимры (10 км) Тверской области. Рядом с деревней расположен аэродром Борки, а также деревни Прислон и Нутромо. В деревне установлена детская площадка состоящая из качелей.
Ранее функционировал бар на открытом воздухе "у Сергея".
В начале 2000х были организованные забеги по маршруту Клетино - Южный под аккомпанеме́нт группы Prodigy.

## Население
| 2010 |
| ---- |
| 35   |

## Достопримечательности
- Близ деревни расположен Клетинский бор, объявленный государственным природным ландшафтным заказником местного значения[5].